# USS Wallace L. Lind (DD-703)
El USS Wallace L. Lind (DD-703) fue un destructor de la clase Allen M. Sumner en servicio con la Armada de los Estados Unidos de 1944 a 1973. Fue transferido a Corea del Sur, donde sirvió como ROKS Dae Gu hasta 1994.

## Construcción
Fue construido por Federal Shipbuilding and Dry Dock Company (Nueva Jersey), siendo colocada la quilla en febrero de 1944. Fue botado el casco en junio del mismo año. Y entró en servicio en septiembre.

## Historia de servicio
Sirvió en la marina de EE. UU. de 1944 a 1973. Retirado, fue transferido a la Armada de la República de Corea y su nombre cambió a ROKS Dae Gu. Causó baja en 1994.